# Andreas Silbermann
Andreas Silbermann, född 1678, död 1734, var en av barockens stora orgelbyggare, verksam i Görlitz, Strasbourg och Paris. Han byggde omkring 30 orglar, främst i fransk stil. Viktigast är ombygget av domorgeln i Strasbourg. En av hans bevarade orglar finns i Ebersmünster.